# Província de Masvingo
Masvingo  és una de les deu províncies de Zimbàbue. Ocupa una àrea de 56.566 km². La capital de la província és la ciutat de Masvingo.

## Departaments

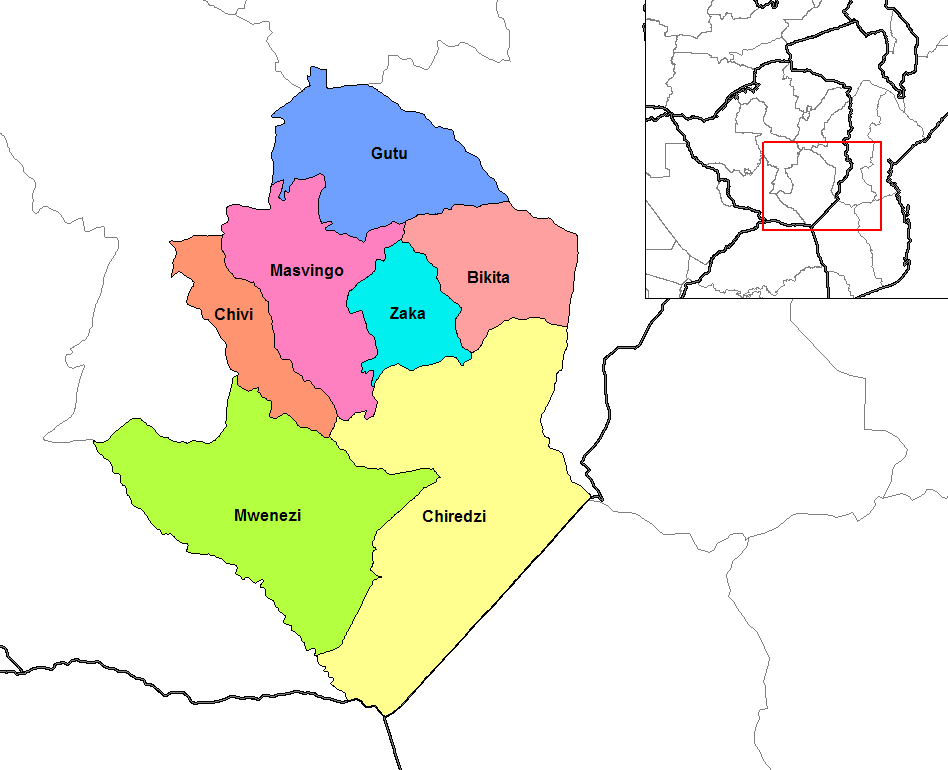
Departaments de Masvingo

Masvingo es divideix en 7 departaments:
- Bikita
- Chivi
- Zaka
- Districte de Masvingo
- Gutu
- Mwenezi
- Chiredzi